# Wikipedia în persană
Wikipedia în persană (în persană ویکی‌پدیا، دانشنامهٔ آزاد, transliterat: Vikipedia, Daneschname je Azad) este versiunea în limba persană a Wikipediei, și se află în prezent pe locul 19 în topul Wikipediilor, după numărul de articole. În prezent are peste 400 000 de articole.